# Clinton (Utah)
Clinton es una ciudad del condado de Davis, estado de Utah, Estados Unidos. Según el censo de 2000, la población era de 12.585 habitantes. Se estima que en 2005 era de 17.735 habitantes. Clinton creció rápidamente durante los años 1990, y continúa haciéndolo.

## Geografía
Clinton se encuentra en las coordenadas 41°8′22″N 112°3′12″O / 41.13944, -112.05333.
Según la oficina del censo de Estados Unidos, la ciudad tiene un área total de 14,2 km². No tiene superficie cubierta de agua.

## Demografía
Según el censo de 2000, había 12.585 habitantes, 3.529 casas y 3.137 familias residían en la ciudad. La densidad de población era 883,5 habitantes/km². Había 3.643 unidades de alojamiento con una densidad media de 255,7 unidades/km².
La máscara racial de la ciudad era 90,35% blanco, 1,01% afroamericano, 0,63% indio americano, 1,78% asiático, 0,31% de las islas del Pacífico, 3,62% de otras razas y 2,30% de dos o más razas. Los hispanos o latinos de cualquier raza eran el 8,03% de la población.
Había 3.529 casas, de las cuales el 58,7% tenía niños menores de 18 años, el 78,3% eran matrimonios, el 7,4% tenía un cabeza de familia femenino sin marido, y el 11,1% no eran familia. El 8,6% de todas las casas tenían un único residente y el 2,2% tenía sólo residentes mayores de 65 años. El promedio de habitantes por hogar era de 3,55 y el tamaño medio de familia era de 3,76.
El 37,8% de los residentes era menor de 18 años, el 11,7% tenía edades entre los 18 y 24 años, el 31,8% entre los 25 y 44, el 14,8% entre los 45 y 64, y el 4,0% tenía 65 años o más. La media de edad era 25 años. Por cada 100 mujeres había 101,9 hombres. Por cada 100 mujeres de 18 años o más, había 99,3 hombres.
El ingreso medio por casa en la ciudad era de 53.909$, y el ingreso medio para una familia era de 55.282$. Los hombres tenían un ingreso medio de 38.797$ contra 22.350$ de las mujeres. Los ingresos per cápita para la ciudad eran de 17.020$. Aproximadamente el 3,0% de las familias y el 3,6% de la población estaban por debajo del nivel de pobreza, incluyendo el 5,5% de menores de 18 años y el 1,3% de mayores de 65.
- Datos: Q483185
- Multimedia: Clinton, Utah / Q483185

1. ↑  Zip Data Maps, código ZIP n.º 84015.